# سن يوي
سن يوي (31 مارس 1973 - ) (بالصينية: 孙玥) هي لاعبة كرة طائرة الصين. شاركت في الألعاب الأولمبية الصيفية 2000 والألعاب الأولمبية الصيفية 1996.

## وصلات خارجية
- سن يوي على موقع أوليمبيديا (الإنجليزية)
- سن يوي على موقع اللجنة الأولمبية الصينية (الإنجليزية)